# Étienne Didot
Étienne Didot (* 24. července 1983, Paimpol, Francie) je francouzský fotbalový záložník a bývalý mládežnický reprezentant, který působí v klubu Toulouse FC, kam odešel z týmu Stade Rennais FC.
Jeho starším bratrem je fotbalista a trenér Sylvain Didot.

## Reprezentační kariéra
Étienne Didot hrál za francouzskou reprezentaci do 21 let.